# 臺北市文山區萬福國民小學
台北市立萬福國民小學，是台灣台北市文山區的一所市立國民小學，於1988年開始籌建，1991年建成，首任校長為張啟隆。本校共設六個年級（校內亦有公立幼兒園），全校學生約500人（2016年）。萬福國小的舞獅隊較為有名，亦開設有相關課程。萬福國小是參與臺北市政府教育局「國民小學英語情境中心計畫」增加學生外語能力的學校之一。該學校曾於2015年獲得樂樂棒球臺北市賽五年級組冠軍、由教育部主辦的全國賽第四名（為臺北市歷屆最佳成績），和市賽第三

## 外部連接
- 學校網站 （页面存档备份，存于）